# Наслідок (математика)
Наслідок у математиці — це твердження, яке може бути безпосередньо виведено з попередніх аксіом, теорем чи тверджень.

## Значення
Наслідок — це твердження, що випливає як наслідок доказу іншої теореми і не потребує складного доведення. Наслідком може бути теорема доведена для більш обмеженого часткового випадку. Наприклад, теорема, що стверджує, що всі кути прямокутника є прямими кутами, має наслідок, що всі кути квадрата (що є частковим випадком прямокутника) теж є прямими кутами.
Більш формально, твердження B є наслідком твердження A, якщо B можна легко вивести з A або воно самоочевидне з його доведення.